# Bande dessinée suisse
La bande dessinée suisse désigne la bande dessinée produite par des auteurs suisses. Elle fait généralement l'objet d'une sous-division entre bande dessinée romande, pour les auteurs d'expression française, généralement rattachés à la bande dessinée franco-belge et bande dessinée alémanique, pour les auteurs d'expression allemande, généralement rattachés à la bande dessinée allemande.

## Principaux auteurs
Les auteurs ci-dessous ont remporté un ou plusieurs prix importants dans le monde francophone ou germanophone ou ont fait l'objet de monographies.
- Rodolphe Töpffer (1799-1849), souvent considéré comme le créateur et premier théoricien de la bande dessinée moderne
- Hansrudi Wäscher (1928-2016), prix Max et Moritz 2008 spécial pour l'ensemble de sa carrière.
- Derib (1944-), dessinateur de Yakari (avec Job, 1927-) et Buddy Longway, Prix du dessinateur étranger 1978 au festival d'Angoulême
- Cosey (1950-), créateur de Jonathan et auteur de nombreux albums indépendants, Grand Prix Saint-Michel 1979, Alfred du meilleur album 1982 au festival d'Angoulême pour Jonathan, Prix Max et Moritz 1988 de la meilleure publication de bande dessinée pour À la recherche de Peter Pan, Prix Super-Tournesol 2016.
- Daniel Ceppi (1951-2024), scénariste, créateur de Stéphane Clément, chroniques d'un voyageur, Prix du meilleur scénariste au festival d'Angoulême 1979
- Thomas Ott (1966-), Prix Max et Moritz 1996 pour l'ensemble de sa carrière.
- Zep (1967-), créateur de Titeuf, Grand prix de la ville d'Angoulême 2004 pour l'ensemble de sa carrière
- Frederik Peeters (1974-), auteur de Pilules bleues, Lupus, Aâma, bandes dessinées régulièrement primées entre 2001 et 2013, notamment au festival d'Angoulême